# Pyotr Semyonovich Saltykov
Bá tước của Moskva, Pyotr Semyonovich Saltykov (tiếng Nga: Пётр Семёнович Салтыков, đọc là Piốt Xêmiônôvích Xanticốp) (1697 – 26 tháng 12 năm 1772) là một quan chức của triều đình Nga và cũng là một Nguyên soái xuất sắc của Đế quốc Nga. Tên tuổi của ông gắn liền với những chiến công hiển hách nhất của quân đội Nga trong cuộc Chiến tranh Bảy Năm (Liên quân Nga - Áo đánh Phổ), trong đó nổi bật nhất là trận đánh tan nát quân đội Phổ do vua Friedrich II chỉ huy tại Kunersdorf.

## Tiểu sử và sự nghiệp

### Tuổi trẻ
Piốt Xêmiônôvích Xanticốp sinh năm 1698. Ông là con trai của Xêmiôn Ađrêêvích Xanticốp, một người họ hàng của nữ hoàng Anna Ivannốpna và Thekla Mandelshtam Volyn. Năm 1714, Xanticốp gia nhập quân ngũ được Nga hoàng Piốt I Đại đế gửi sang Pháp du học về khoa hàng hải và sống ở đây trong vòng 20 năm. Khi về Nga, ông được phong hàm Thiếu tướng và giữ chức Thị trấn. Năm 1734, ông đầu quân dưới trướng của Bá tước Khristofor Antonovich Minikh trong cuộc chiến tranh nhằm truất ngôi vua Ba Lan Stanisław Leszczyński. Đến năm 1742, Xanticốp (lúc này đã được thăng hàm Trung tướng) tiếp tục tham chiến trong chiến tranh với Thụy Điển, lần lượt phục vụ dưới trướng các tướng James Francis Edward Keith và Piốt Pêtrôvích Laxi. Do các công lao trong cuộc chiến này, Xanticốp được ban thưởng một thanh kiếm vàng với kim cương. Sau khi kết thúc chiến tranh với Thụy Điển, Xanticốp được giao chỉ huy sư đoàn Pskốp tại Ukraina. Đến năm 1756 ông được điều về kinh đô Xanh Pêtécbua để chỉ huy quân đoàn Shuvalovsky.

### Chiến tranh Bảy năm
Người Nga tham gia chiến tranh bảy năm (1756-1763) cùng phe với Pháp và Áo. Đối thủ chính của Nga trong cuộc chiến này không ai khác chính là quân đội Phổ của vị vua kiệt xuất Phriđrích II Đại đế. Tuy nhiên, khoảng thời gian 1757-1758 là những năm không mấy thành công của quân đội Nga, đặc biệt, năm 1758, Nga đánh Brandenburg bị Phriđrích đánh tơi tả trong trận Zorndorf đẫm máu. Sự thất bại cũng như uy tín càng lúc càng đi xuống của Tổng tư lệnh Villim V. Fermor khiến ông bị thải hồi bởi Nga hoàng Elizaveta I. Người thay thế ông là Xanticốp - được Nga hoàng bổ nhiệm vào năm 1759. Lúc đó, không ai tin một "ông già đơn điệu, nhỏ thó, tóc xám" và một "con gà chính hiệu" như Xanticốp có thể làm nên trò trống gì trước quân đội dũng mãnh của Phriđrích Đại đế. Nhưng sự thật đã diễn ra trái ngược hoàn toàn. Vị lão tướng 60 tuổi với tài thao lược, sự kiên định và kinh nghiệm chiến trường đã gây ra nhiều khốn đốn cho nhà vua Phổ lừng danh.
Xanticốp được giao nhiệm vụ phải phối hợp với quân Áo để cùng chiến đấu chống lại người Phổ; vì vậy ông nhanh chóng xua quân đến sông Oder để hội binh với Áo. Tướng Phổ là Carl Heinrich von Wedel đã chủ động tấn công quân Nga với mục đích cắt đứt đường tiến quân của họ. Tuy nhiên hệ thống tình báo của người Nga cùng với các cuộc điều quân xuất sắc của Tư lệnh Xanticốp đã giúp cho quân Nga vượt lên trước Wedel và đẩy Wedel vào vị trí hết sức bất lợi cho việc tấn công. Đồng thời, người Nga cũng chiếm ưu thế đáng kể về quân số so với Wedel. Viên tướng Phổ vẫn quyết định công kích quân Nga vào ngày 12 tháng 7 tại làng Palzig; thế là Xanticốp liền tổ chức quân Nga thành đội hình 2 hàng đứng trên các cao điểm và xả đạn xuống quân Phổ đang ồ ạt xung phong. Hỗ trợ cho bộ binh Nga là những loạt đạn đại bác của pháo binh, trong đó có những khẩu pháo có khả năng bắn đạn bay cầu vồng qua đầu quân Nga và rơi xuống trúng vị trí lính Phổ. Mặc dù chịu thương vong lớn, nhưng quân Phổ vẫn cố gắng tràn lên các cao điểm với quyết tâm đục thủng phòng tuyến của đối phương; có điều người Nga nhanh chóng đáp lại bằng những trận mưa đạn pháo khủng khiếp cùng hàng nghìn mũi lưỡi lê tua tủa của bộ binh. Đợi tấn công của Wedel bị bẻ gãy. Chớp thời cơ, Xanticốp xua quân ồ ạt phản kích, dồn quân Phổ vào hỗn loạn và đập nát đội hình địch. Trận Züllichau kết thúc với chiến thắng toàn diện của người Nga cũng như của Xanticốp.
Quân đội của Xanticốp tiếp tục tiến tới sông Oder và ông đã gặp quân đội Áo của Phó Thống chế Lâyđen. Liên quân Nga-Áo sau đó đánh chiếm thành phố Frankfurt trên sông Oder, tạo một cơ hội nghìn vàng cho Thống chế Leopold Joseph von Daun mở một cuộc tấn công phối hợp lên Berlin nhằm kết liễu người Phổ. Nhưng sự do dự và lề mề của Daun đã khiến quân đồng minh vuột mất cơ hội ấy và Phriđrích II đã kịp thời đem đại quân của mình lên phía Bắc, vượt sông Oder tại khúc nằm phía Bắc Frankfurt nhằm tấn công cắt đứt đường rút lui của quân đồng minh Nga-Áo. Và thế là trận Kunersdorf nổi tiếng bùng nổ vào ngày 1 tháng 8 năm 1759. Trong trận đánh này, Xanticốp cố ý để cho quân Phổ tấn công cánh trái của mình - vốn được bảo vệ bởi địa hình và các công sự, chiến hào vững chắc - và sau khi các đợt công kích của người Phổ hụt hơi thì ông sẽ tung quân đánh úp tiêu diệt quân địch. Điều mà Xanticốp không ngờ tới là Phriđrích II tấn công quá nhanh và quá sớm, ngay khi các công sự chưa được xây xong và cánh trái của quân Nga bị áp đảo. Tuy nhiên, các binh sĩ Nga ở cánh trái dưới sự chỉ huy tài tình của Pyotr Aleksandrovich Rumyantsev vẫn chiến đấu hết sức dũng cảm và biến những đợt tấn công tiếp theo của người Phổ trở thành thảm họa. Mệt nhoài và tổn thất nặng, quân Phổ nhanh chóng sụp đổ trước đợt phản kích như vũ bão của kị binh Nga-Áo. Tư lệnh Xanticốp đã biến Kunersdorf đã trở thành thất bại ê chề nhất của Phriđrích II với hơn 25 nghìn binh sĩ thương vong cùng với vô số đại bác và quân nhu; số quân Phổ còn sống sót thì mạnh ai nấy chạy tán loạn như một lũ chuột. Chiếc mũ đội đầu của nhà vua cũng bị các binh lính Nga bắt được sau trận chiến. Về phía mình, quân Nga-Áo thiệt hai không kém với 20 nghìn binh sĩ Nga và 8 nghìn binh sĩ Áo, khiến trận đánh này trở thành một trong những thời khắc đẫm máu nhất của cuộc chiến tranh bảy năm.
Nếu Kunersdorf là thảm họa của Phriđrích II thì nó lại đem lại tuyệt đỉnh vinh quang cho Xanticốp. Vị tư lệnh được Nga hoàng phong hàm Nguyên soái và ban thưởng cho một huy chương có khắc dòng chữ "Người đánh bại quân Phổ" (Победителю над пруссаками). Còn nữ hoàng Áo Maria Theresa tặng ông một chiếc nhẫn kim cương và một hộp đựng thuốc lá cũng được nạm kim cương. Tuy nhiên, vị Nguyên soái đã khiêm nhường trả lời rằng, những tướng sĩ Nga dưới quyền ông đã góp phần không nhỏ cho chiến thắng Kunersdorf và quân Nga giành được chiến thắng này nhờ họ có trong tay rất nhiều tướng sĩ giỏi giang và dũng cảm.
Tuy nhiên đại thắng Kunersdorf không đủ để quân đồng minh Nga-Áo giành được thắng lợi chung cuộc. Sự thiếu đồng bộ trong hành động của liên quân cũng như những chỉ thị kiểu trống đánh xuôi kèn thổi ngược đến từ Viên và Xanh Pêtécbua khiến các nỗ lực của Xanticốp và Lâyđen bị vỡ vụn. Nhiều chỉ huy Áo cũng không mặn mà với việc hợp tác với quân Nga do lo sợ người Nga sẽ giành hết mọi vinh quang của cuộc chiến. Dường như chiến cục tại vùng Pomerania chỉ do một mình Xanticốp gánh vác do Thống chế Daun cứ luôn lảng tránh mọi cuộc tấn công phối hợp với người Nga. Sự thiếu nhất quán và chậm chạp của quân đồng minh Nga-Áo đã cho vua Phổ một cơ hội nghìn vàng. Phriđrích II nhanh chóng tái tổ chức lại lực lượng chiến đấu và phục hồi một sinh lực cho quân đội Phổ. Cuộc chiến lại trở về thế cù cưa như trước.
Xanticốp càng lúc càng bất mãn trước thực trạng không đâu vào đâu này. Đủ thứ chỉ thị trói buộc đến từ cả Xanh Pêtécbua lẫn Viên khiến ông không thể tự mình tổ chức được một cuộc tấn công quyết định để dứt điểm Phriđrích II. Quá chán ngán, ông lấy cớ bị ốm để xin "nghỉ phép" về Poznan dưỡng thương vào cuối năm 1760. Không lâu sau đó ông cũng xin từ luôn chức Tư lệnh của mình.
Về hoạt động của Xanticốp trong cuộc chiến tranh 7 năm, nhà sử học Dmitriy Fyodorovich Maslovsky (1848-1894) đã nhận xét như sau:
| “                 | Широкий, прямой и верный взгляд на военное дело, чисто русская преданность России и любовь к солдату были качества, присущие новому главнокомандующему | ” |
| — D. F. Maslovsky | |   |

### Sau chiến tranh

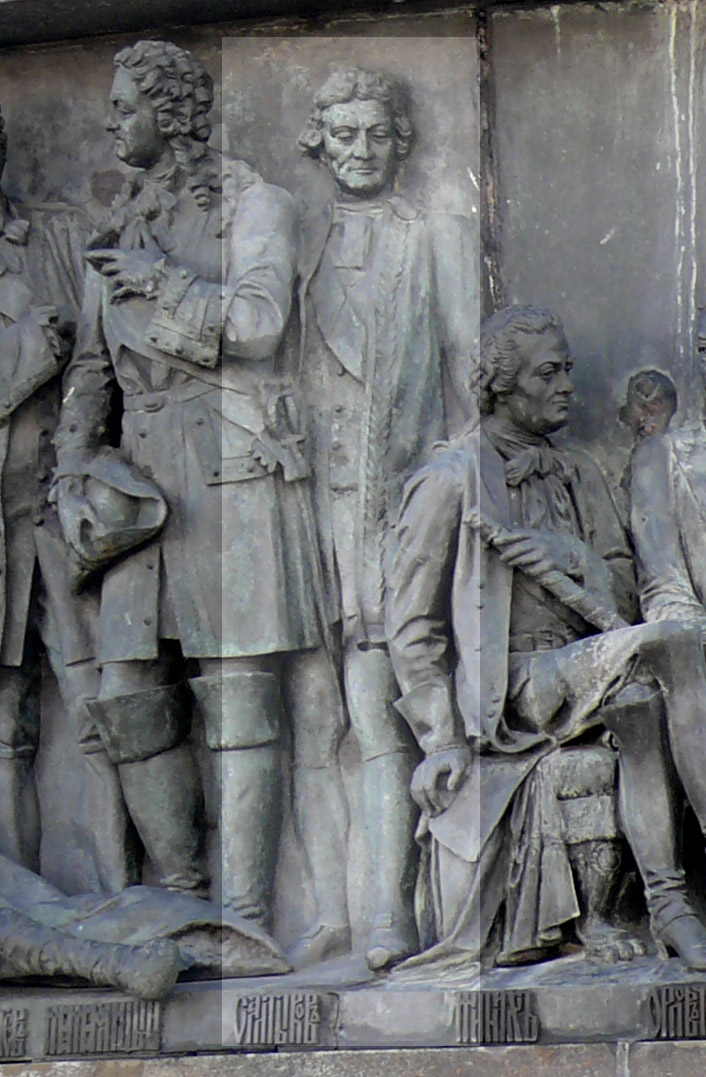
Phù điêu của Xanticốp trên Tượng đài Thiên niên kỷ Nga.

Khoảng thời gian ngắn sau đó diễn ra khá bình lặng đối với vị cựu tư lệnh. Nga hoàng Piốt III lên ngôi vào năm 1762 và chính thức chấm dứt chiến tranh với Phổ. Xanticốp không tham chính trong thời kỳ cai trị của Piốt III, nhưng khi Ekaterina II trở thành Nga hoàng mới vào năm 1763, Xanticốp được trọng dụng trở lại. Vào năm đó, nữ hoàng Nga đã ban tặng cho vị lão thần một thanh kiếm bằng vàng nạm kim cương. Đến năm 1764, Xanticốp trở thành Đại biểu Đuma Nga. Ông cũng được bổ nhiệm làm Toàn quyền Moskva và là người phụ trách Phòng Hội đồng (Cенатская контора) của thành phố. Nhiệm kì của Xanticốp có thể được xem là khá thành công. Ông đã cho xây dựng nhiều bưu cục mới, phục dựng các lâu đài Golovinsky và Kolomenskoye cùng với nhiều cổng thành khác. Những cây cầu bắc qua sông Moskva bị hư hại nặng cũng được sửa chữa, các tường thành cũ bao quanh nội đô Moskva (tục gọi là Thành phố Trắng) thì bị dỡ đi hết nhằm lấy gạch xây dựng một cô nhi viện (Воспитательный дом - do Ekaterina II yêu cầu xây dựng) và phực dựng Xưởng binh khí Kremlin. Vào tháng 4 năm 1764, Xanticốp báo cáo về kinh đô Xanh Pêtécbua về việc khai trương Cô nhi viện Moskva. Nhằm mục đích cung cấp đầy đủ lương thực cho người dân thành phố, ông cũng dỡ bỏ lệnh cấm nhập khẩu bánh mì và điều chỉnh việc bán sỉ bánh mì của các địa chủ. Ông cũng siết chặt việc nhập rượu vang vào Moskva (theo ước tính số lượng rượu cần thiết là 575 nghìn vedro) và ra tay diệt trừ tệ nạn cờ bạc. Năm 1765, Xanticốp tham gia vào việc thiêu hủy những sách vở "có hại cho xã hội" theo lệnh của Ekaterina II.
Tuy nhiên, khi bệnh dịch hạch bùng phát ở Moskva vào năm 1771 - khiến vô số địa chủ, công chức và các đại thương gia di tản khỏi cố đô, Xanticốp cũng xin Ekaterina II cho phép ông rời thành. Không đợi sự cho phép của Nga hoàng, Xanticốp tự tiện rời Moskva về lánh nạn ở thái ấp Marfino của ông tại ngoại ô. Thái độ rụt rè và sợ hãi này dường như trái ngược với tính cách dũng mãnh của vị Thống soái khi xưa. Khi cuộc Nổi loạn Bệnh dịch bùng nổ ở Moskva vào ngày 16 tháng 9, Xanticốp trở về thành phố để vãn hồi tình hình. Ngày 13 tháng 11 năm 1771, Ekaterina II đã huyền chức ông.
Không lâu sau đó, Xanticốp qua đời vào ngày 26 tháng 12 năm 1772, hưởng thọ 75 tuổi. Đám tang của vị Thống soái lừng danh diễn ra khá lặng lẽ so với tên tuổi của ông: Bá tước Pyotr Ivanovich Panin là nhân vật cao cấp duy nhất của triều đình Nga đến tham dự lễ tang. Panin, với bộ lễ phục chỉnh tề, đã kính cẩn cúi đầu trước thi hài vị Thống soái quá cố và nói lớn: "Tôi sẽ còn đứng lì ở đây cho đến khi đội vệ binh danh dự của triều đình được cử đến lễ tang này."

## Đánh giá
Mặc dù là một Thống soái vinh quang và chức cao vọng trọng, nhưng dường như ông là một người lặng lẽ và ít thể hiện mình. Xanticốp cũng là một quân nhân dũng cảm đồng thời là một vị tướng quan tâm đến thuộc cấp và đến binh sĩ; vì vậy các binh lính dưới quyền đều yêu quý ông. Ông được sử sách đánh giá là một nhà chỉ huy quân sự tài giỏi, góp công lớn cho việc hình thành và củng cố sức mạnh của đế quốc Nga tại châu Âu. Xanticốp cũng là một trong những vị tướng đi tiên phong trong việc hình thành nên những nhân tố đặc trưng và mang đậm "tính chất Nga" trong nghệ thuật quân sự của đất nước này: chiến thuật dàn hàng ngang, các cuộc điều binh ấn tượng và quyết đoán, lực lượng dự bị luôn dồi dào và sẵn sàng, cùng với chiều sâu chiến tuyến. Những người kế tục xuất sắc của trường phái do Xanticốp đi tiên phong không ai khác chính là các Nguyên soái Rumianxép, Xuvôrốp và Cutudốp.
Một trong những người có mặt tại trận thư hùng đẫm máu Kunersforf là Andrey Timofeyevich Bolotov đã có lời nhận xét về Xanticốp như sau:
| “                | старичок седенький, маленький, простенький, в белом ландмилицком кафтане, без всяких украшений и без пышностей… никто не только надеждою ласкаться, но и мыслить того не отваживался, чтоб мог он учинить что-нибудь важное, столь мало обещивал нам его наружный вид и все его поступки. | ” |
| — A. T. Bolotov, | |   |

## Gia đình
Xanticốp kết hôn với Công nương Praskovia Yuryevna Troubetzkoy (1704-1767), em gái của Tổng Kiểm sát trưởng Nikita Yurevich Troubetzkoy (1699-1767)> Họ có với nhau 4 mặt con (1 trai, 3 gái):
- Bá tước Ivan Petrovich Saltykov (1730-1805), Nguyên soái Đế quốc Nga.
- Anastasia Petrovna Saltykova (1731-1830), kết hôn với Pyotr Fyodorovich Samarin-Kvashni (1743-1815), Chủ tịch Đại học Tư pháp và Cố vấn Cơ mật của Đế quốc Nga.
- Varvara Petrovna Saltykova (1734-17??), kết hôn với Hoàng thân Vasili Borisovich Golitsyn (1729-1771).
- Yekaterina Petrovna Saltykova (1743-1817), thị nữ Hoàng gia Nga, Hiệp sĩ Huân chương Thánh Ekaterina hạng nhất. Kết hôn với Ủy viên Hội đồng Cơ mật, Đại biểu Đuma Nga, Bá tước Andrei Petrovich Shuvalov (1742-1789).

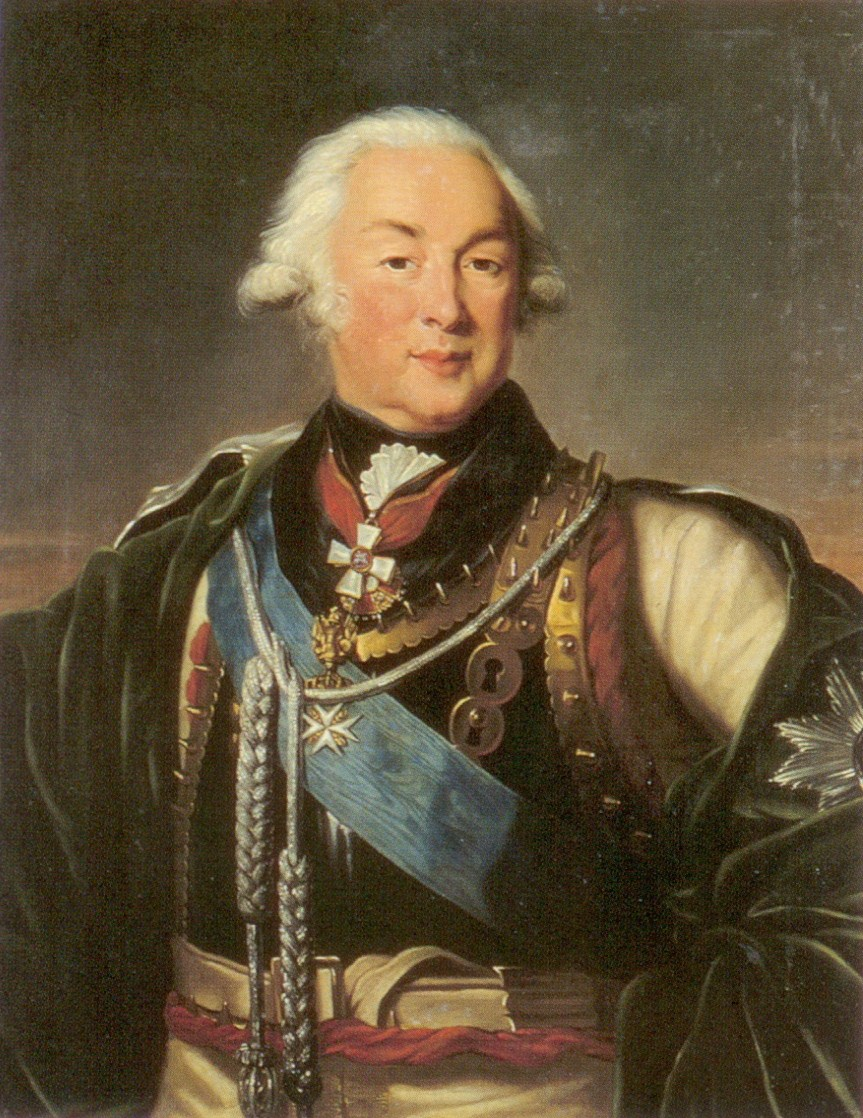
Con trai cả, Nguyên soái I. P. Saltykov (1730-1805)
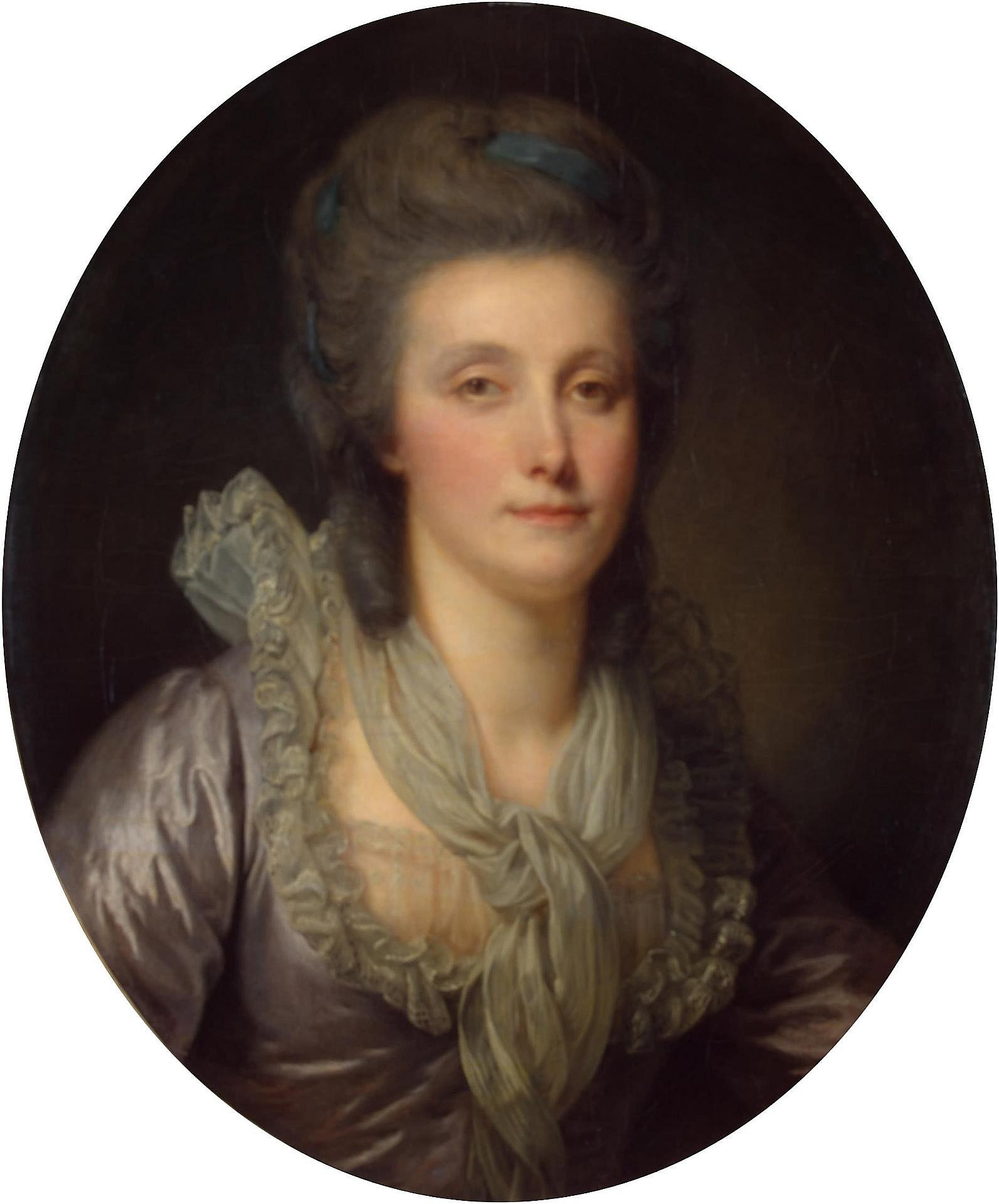
Con gái út, Yekaterina Petrovna (1743-1817)